# Ginevra Hollander
Ginevra Hollander, pseudonimo di Federica Giacomini (Desenzano del Garda, 24 ottobre 1970 – Bassano del Grappa, febbraio 2014), è stata un'attrice pornografica italiana.

## Biografia
Divorziata, venne scoperta per caso nel 2005 da un noto regista hard. Aveva all'attivo 16 film al 2008, quando si ritirò definitivamente dalle scene del cinema hard. Dopo il suo ritiro continuò comunque a fare spogliarelli in night in giro per Veneto, Toscana, Emilia-Romagna e Puglia.
Nel gennaio 2014 i genitori avevano provato inutilmente a contattarla telefonicamente e ne denunciarono la scomparsa il 5 marzo. L'ultimo contatto fu una telefonata con un'amica il 9 febbraio. Il successivo 17 giugno il cadavere dell'attrice venne ritrovato in una cassa di plastica, a 100 m di profondità, sul fondo del Lago di Garda, tra Brenzone e Malcesine. Il 30 giugno venne arrestato l'ex compagno Franco Mossoni, all'epoca da poco uscito dal carcere per l'omicidio di un idraulico in seguito alla lite per una donna, con l'accusa di omicidio volontario e occultamento di cadavere.
Federica Giacomini è stata sepolta il 16 luglio 2014 a Vigonza, in provincia di Padova, luogo di residenza della famiglia.

## Riferimenti nella cultura di massa
L'omicidio di Federica Giacomini è trattato nella puntata Trash - La storia di Ginevra Hollander del podcast Demoni Urbani di Francesco Migliaccio.

## Filmografia
- Violenza Carnale (2005)
- Babes With No Limits 4 (2006)
- Brigitta Fino in Fondo (2006)
- C'era una volta in Jugoslavia (2006)
- Doppio Piacere 3 (2006)
- Incesti Italiani 12: Sapore di Madre (2006)
- Pantera Nera (2006)
- Stupri Italiani 16: Violenza Operaia (2006)
- Escort (2007)
- Lussuria in Albergo (2007)
- Perverse (2007)
- Segreti Osceni di un Ginecologo (2007)
- A Scuola di Lap... Le Mamme Insegnano (2008)
- Anal Escorts (2008)
- Ass Philosofy 2 (2008)
- Diamanti Sotto il Naso (2008)
- Masturbation Lovers XXX (2008)
- Racconti Anali di Omar (2008)